# Cavallets
|  | Aquest article tracta sobre l'atracció mecànica. Vegeu-ne altres significats a «Cavallets (entremès)». |

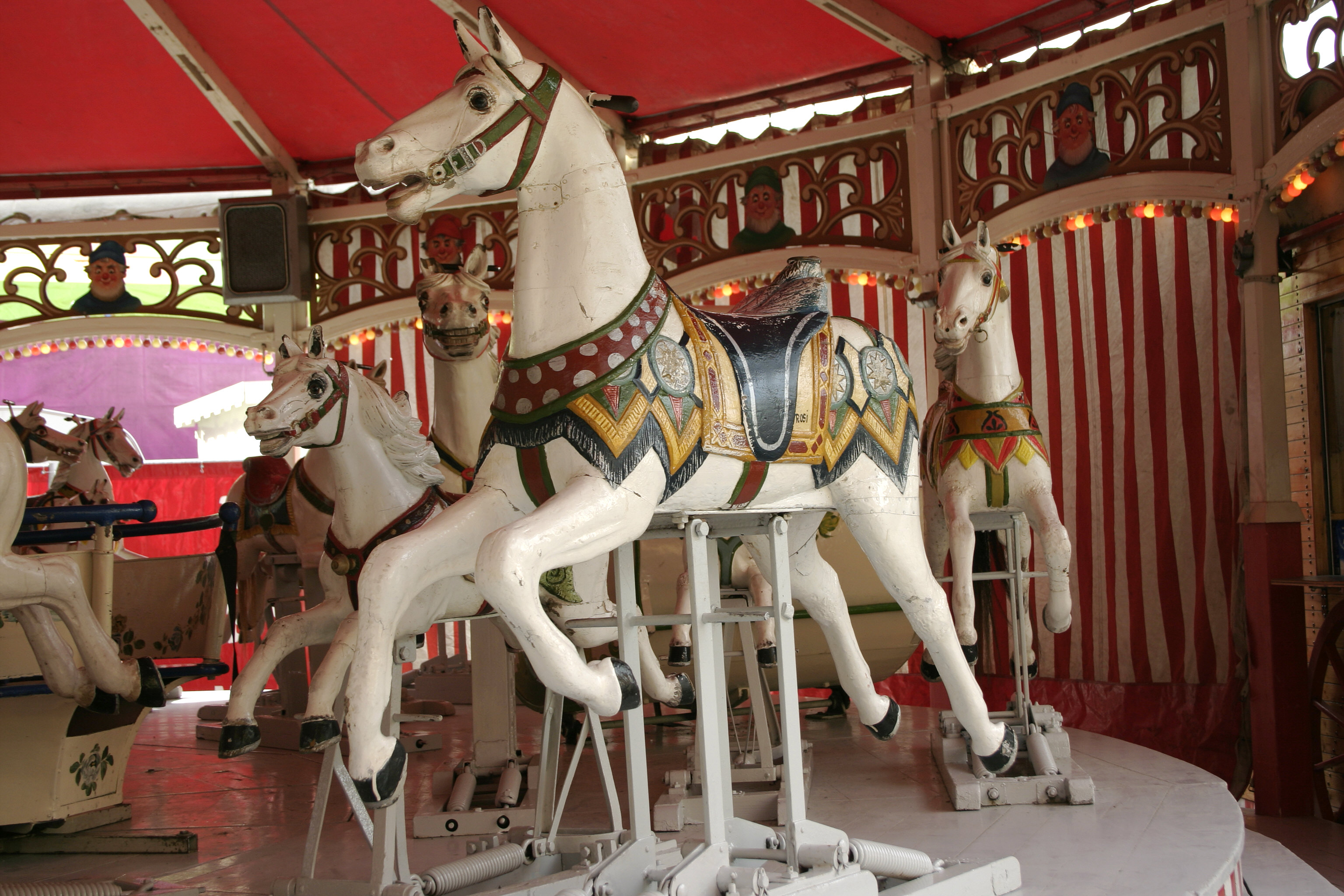
Cavallets tradicionals

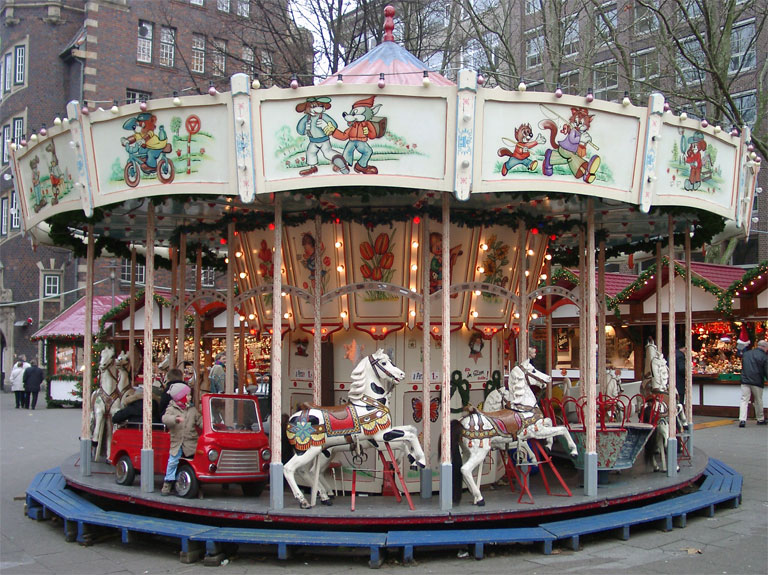
Cavallets a la ciutat vella de Hamburg.

Els cavallets o el carrusel (del francès carrousel) són una atracció pròpia de fires o parcs d'atraccions que consisteix en una gran plataforma rodona que gira en un pla horitzontal.
La plataforma està proveïda de diverses figures en forma de cavalls que solen estar muntades sobre una barra vertical que fa un moviment ascendent i descendent mentre la plataforma gira i dona la il·lusió de galop. El sostre sol ser ricament decorat en colors cridaners amb il·luminació i música. Un plomet ('plomall' al Rosselló) està penjat perquè els infants el mirin d'agafar per a rebre un premi.
Els cavalls eren originalment de fusta pintada i varen donar llur nom a l'atracció. A més de cavalls les figures poden ser d'altres animals com zebres o porcs. Actualment es fan de materials sintètics en lloc de fusta. Alguns cavallets varen substituir els cavalls clàssics per cotxes o motocicletes i, actualment, s'hi troben vehicles de tot tipus (ambulàncies, cotxes de bombers, vaixells), grans olles giratòries, personatges de dibuixos animats, etc.
Els cavallets són un dels elements indispensables a les fires d'estiu, junt amb el «Pim Pam Pum», la roda de fira, la tómbola i la xurreria.